# Neohymenopogon parasiticus
Neohymenopogon parasiticus là một loài thực vật có hoa trong họ Thiến thảo. Loài này được (Wall.) Bennet mô tả khoa học đầu tiên năm 1981.